# Franco Dal Farra
Franco Dal Farra (* 16. Juli 2000 in Bariloche) ist ein argentinischer Skilangläufer.

## Werdegang
Dal Farra startete international erstmals bei den Junioren-Skiweltmeisterschaften 2017 in Soldier Hollow und belegte dabei den 71. Platz über 10 km Freistil, den 66. Rang im Sprint und den 61. Platz im Skiathlon. Bei den Nordischen Skiweltmeisterschaften 2019 in Seefeld in Tirol kam er auf den 92. Platz im Sprint. Nach Platz eins über 10 km Freistil bei den argentinischen Meisterschaften und Rang drei beim Ushuaia Loppet zu Beginn der Saison 2019/20, lief er bei den Junioren-Skiweltmeisterschaften 2020 in Oberwiesenthal auf den 61. Platz über 10 km klassisch sowie jeweils auf den 59. Rang im Sprint und im 30-km-Massenstartrennen. In der Saison 2020/21 erreichte er beim Balkan-Cup mit zwei dritten Plätzen und einem zweiten Platz seine ersten Podestplatzierungen im Continental-Cup. Beim Saisonhöhepunkt, den Nordischen Skiweltmeisterschaften 2021 in Oberstdorf, belegte er den 95. Platz im Sprint, den 68. Rang über 15 km Freistil, den 64. Platz im Skiathlon und den 51. Platz im 50-km-Massenstartrennen. Im folgenden Jahr kam er bei den Olympischen Winterspielen in Peking auf den 86. Platz über 15 km klassisch, auf den 74. Rang im Sprint sowie auf den 65. Platz im Skiathlon und bei den U23-Weltmeisterschaften in Lygna auf den 51. Platz über 15 km klassisch sowie auf den 49. Rang im Sprint.

## Siege bei Continental-Cup-Rennen
| Nr. | Datum              | Ort            | Disziplin        | Serie             |
| --- | ------------------ | -------------- | ---------------- | ----------------- |
| 1.  | 2. September 2022  | Cerro Catedral | Sprint klassisch | South-America-Cup |
| 2.  | 3. September 2022  | Cerro Catedral | 10 km klassisch  | South-America-Cup |
| 3.  | 4. September 2022  | Cerro Catedral | 10 km Freistil   | South-America-Cup |
| 4.  | 21. September 2022 | Corralco       | 10 km Freistil   | South-America-Cup |
| 5.  | 22. September 2022 | Corralco       | Sprint Freistil  | South-America-Cup |
| 6.  | 7. September 2023  | Cerro Catedral | 10 km Freistil   | South-America-Cup |
| 7.  | 8. September 2023  | Cerro Catedral | Sprint klassisch | South-America-Cup |
| 8.  | 23. September 2023 | Corralco       | 10 km Freistil   | South-America-Cup |
| 9.  | 24. September 2023 | Corralco       | Sprint Freistil  | South-America-Cup |
| 10. | 31. August 2024    | Cerro Catedral | Sprint klassisch | South-America-Cup |
| 11. | 2. September 2024  | Cerro Catedral | 10 km Freistil   | South-America-Cup |
| 12. | 11. September 2024 | Corralco       | 10 km Freistil   | South-America-Cup |
| 13. | 12. September 2024 | Corralco       | Sprint Freistil  | South-America-Cup |

## Teilnahmen an Weltmeisterschaften und Olympischen Winterspielen

### Olympische Spiele
- 2022 Peking: 65. Platz 30 km Skiathlon, 74. Platz Sprint Freistil, 86. Platz 15 km klassisch

### Nordische Skiweltmeisterschaften
- 2019 Seefeld in Tirol: 92. Platz Sprint Freistil
- 2021 Oberstdorf: 51. Platz 50 km klassisch Massenstart, 64. Platz 30 km Skiathlon, 68. Platz 15 km Freistil, 95. Platz Sprint klassisch
- 2023 Planica: 26. Platz Teamsprint Freistil, 46. Platz 50 km klassisch Massenstart, 50. Platz 30 km Skiathlon, 65. Platz Sprint klassisch, 80. Platz 15 km Freistil